# Очоа Васкес, Фабио
Фабио Энрике Очоа Васкес (род. 2 мая 1957 года) — бывший колумбийский наркобарон, один из руководителей Медельинского наркокартеля. Фабио является младшим из троих братьев Очоа и играл ведущую роль в картеле. В 1999 году был арестован и спустя два года был выдан США, где был осужден за контрабанду кокаина на 30 лет.

## Биография
Фабио Энрике Очоа Васкес родился 2 мая 1957 года в Энвигадо в семье богатого фермера-землевладельца Фабио Очоа Рестрепо. Братья Очоа были с детства знакомы с Пабло Эскобаром.
В 1970-е годы Очоа Васкес жил в Майами (Флорида). Летом 1977 года братья Очоа Хорхе Луис, Хуан Давид  и Фабио объединились с другими богатыми наркобаронами Пабло Эскобаром и Хосе Гонсало Родригесом Гачей и создали наркокартель.
Фабио Очоа является одним из заказчиков совершённого 19 февраля 1986 года убийства бывшего пилота Медельинского картеля Барри Сила, который был информатором УБН США.
В сентябре 1990 года братья Очоа согласились на предложение президента Колумбии Сезара Гавирия Трухильо лидерам картелей сдаться в руки полиции на условии отбытия срока заключения в Колумбии, а не в США. Братья сдались в течение 24 часов после того, как это предложение было сделано. Они были приговорены к пяти годам лишения свободы и были выпущены в июле 1996 года. Позже Очоа Васкес обвинялся в организации операции по контрабанде приблизительно 30 тонн кокаина в Соединенные Штаты между 1997 и 1999 годами. Согласно данным мексиканских властей, уже в 2000 году Фабио Очоа сотрудничал с некоторыми наркоторговцами Картеля Миленио, который действовал в Мексике, совершая регулярные поставки кокаина. Фабио был выдан Соединенным Штатам в сентябре 2001 и в 2003 году осуждён за участие в преступном сговоре, наркоторговлю и распространение кокаина в США. Он был приговорен к 30 годам в американской федеральной тюрьме. В декабре 2024 года Фабио был досрочно освобождён и депортирован в Колумбию.